# Loved Me Back to Life
Loved Me Back to Life — одиннадцатый англоязычный студийный альбом канадской певицы Селин Дион, выпущенный 1 ноября 2013 года на лейбле Columbia Records. В продюсировании Loved Me Back to Life приняли участие Кук Харрелл, Бэбифейс, Трики Стюарт, Уолтер Афанасьефф, Эг Уайт, Ни-Йо и другие. Помимо сольных записей на альбоме представлено 2 дуэта: «Incredible» с Ни-Йо и «Overjoyed» со Стиви Уандером. Loved Me Back to Life получил множество положительных рецензий и отзывов от музыкальных критиков и был продан в количестве более 1,5 миллионов экземпляров по всему миру.

## Предыстория
В июне 2012 года официальный сайт певицы объявил о том, что Дион приступила к записи песен для двух предстоящих альбомов на французском и английском языке, которые должны были выйти в течение года. Франкоязычный Sans attendre увидел свет 2 ноября, в то время как выпуск англоязычного альбома был отложен до следующего года. Предполагалось, что в английский альбом войдут студийные записи песен, которые Дион исполняла в своей резиденции «Celine» в Лас-Вегасе, наряду с несколькими новыми треками, однако в процессе работы над пластинкой концепция изменилась, и приоритет был отдан оригинальному материалу. Из лас-вегасских каверов в альбоме остались «Overjoyed» (дуэт со Стиви Уандером) и «At Seventeen» Дженис Иэн. В расширенную версию вошли также «How Do You Keep the Music Playing?», впервые исполненная Джеймсом Ингрэмом и Патти Остин, «Lullabye (Goodnight, My Angel)» Билли Джоэла и «Open Arms» группы Journey.
Изначально заглавным треком альбома должен был стать «Water and a Flame», написанный Дэниелом Мерриуизером и Фрэнсисом "Эг" Уайтом и впервые исполненный Мерриуизером совместно с Адель в 2009 году. В апреле 2013 года Дион продемонстрировала отрывок своей версии песни в интервью Кэти Курик. Подруга Мерриуизера музыкант Саманта Ронсон опубликовала запись интервью в своём блоге и упрекнула Дион в том, что она не упомянула имени автора. В июне Мерриуизер обвинил Дион в присвоении авторства песни и потребовал отдать ему должное. В ответ менеджмент певицы заявил, что хотя Дион не всегда упоминает имён авторов в интервью, она никогда не скрывала того факта, что не пишет песен сама, а авторы и продюсеры всегда указаны в примечаниях к её записям. 25 июля официальный сайт Дион сообщил о том, что название грядущего альбома было изменено на  Loved Me Back to Life.

## История создания и содержание
Заглавный трек и лид-сингл «Loved Me Back to Life», написанный австралийской певицей и автором песен Сией Фёрлер совместно с Sham & Motesart, по мнению прессы, явил собой наиболее разительный уход от фирменного звучания Дион. Эндрю Хэмпп из «Billboard» охарактеризовал композицию, как необычную для певицы балладу, которая местами звучит едва ли ни как дабстеп.

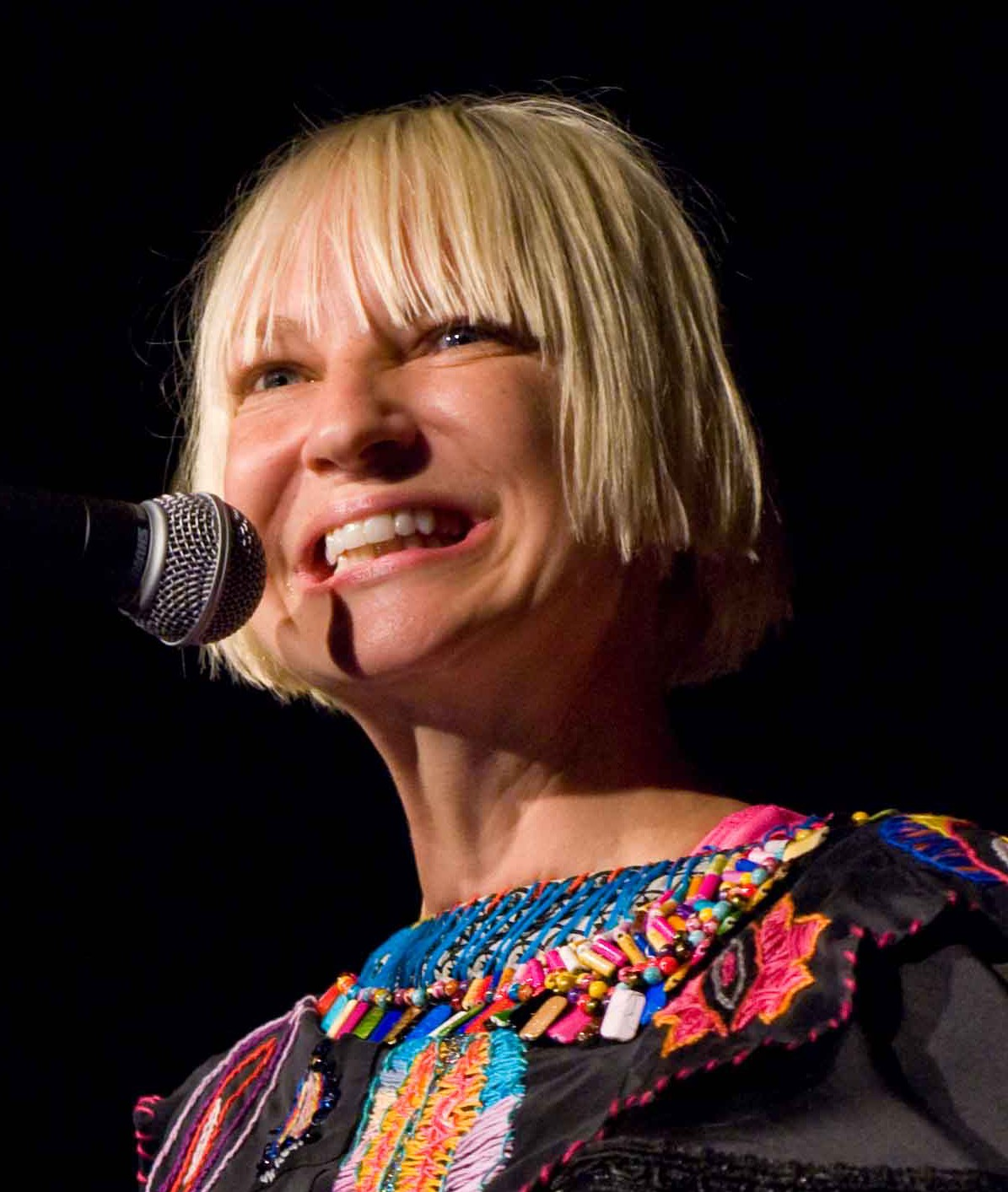
Трек «Loved Me Back to Life» стал первой совместной работой Фёрлер и Дион. Сия напишет ещё 3 песни для следующего альбома певицы Courage.

 Американский R’n’B-певец и автор песен Шаффер Смит, известный под псевдонимом Ни-Йо, написал для альбома 2 песни: «Incredible», которую он исполнил дуэтом с Дион, и «Thank You», для которой он записал бэк-вокал. Смит признался, что сильно нервничал перед записью. «Это была самая страшная сессия в моей жизни. Я отправился на студию, зная, что мы должны петь дуэтом. А ведь это Селин Дион! Селин Дион обладает одним из самых сильных голосов в современной индустрии. Да, мой голос неплох. Но в сравнении с голосом Селин Дион, он как игрушечная машинка Hot Wheels против Ламборгини». Кэтрин Триа Кехо из «The Express Tribune» описала песню как смешение двух миров: «попа» и R’n’B, где душевные напевы Ни-Йо идеально уравновешиваются уверенным варьирующимся вокалом Дион. Смит и Дион уже работали вместе в 2007 году над песней «I Got Nothin’ Left», которая вошла в предыдущий англоязычный альбом певицы Taking Chances.
Одной из первых песен, выбранных для альбома стала «Always Be Your Girl», написанная супружеской парой Даной Пэриш и Эндрю Холландером. В октябре 2011 года во время просмотра кабельного ТВ, они наткнулись на документальный фильм канала OWN «Селин: 3 мальчика и новое шоу». Фильм рассказывал о многочисленных попытках Дион забеременеть с помощью технологии экстракорпорального оплодотворения, которые привели к появлению на свет близнецов Эдди и Нельсона. Несмотря на то, что Пэриш и Холландер не знали о намерении Дион записывать новый материал, они были настолько вдохновлены фильмом и жизнью певицы, что на следующий же день написали «Always Be Your Girl», посвящённую материнским чувствам. После того, как менеджер Дион Рене Анжелил получил демо песни, авторы тут же получили ответ о том, что Дион высоко оценила песню и интересуется, есть ли у них ещё что-нибудь для неё. Тогда Пэриш и Холландер написали «Thankful».
На этом альбоме Дион вернулась к работе с автором песен Дайан Уоррен, с которой активно сотрудничала с 1992 по 1999 годы (Love Can Move Mountains, Nothing Broken But My Heart, Because You Loved Me и др). В 2011 году Уоррен отправилась на шоу Дион в Лас-Вегасе, чтобы после концерта показать ей первоначальную версию «Unfinished Songs». Когда Дайан исполнила песню под аккомпанемент рояля, певица была растрогана до слёз. Через 3 дня Уоррен и Дион отправились на «Studio at the Palms» — запись проходила после очередного шоу певицы. По словам автора, «успех Дион обусловлен не только точным подбором мелодий для её уникального голоса, но также её ошеломляющим трудолюбием». «Вот, что впечатляет в работе с Селин, что отделяет хорошее от великого. Я посетила её шоу, а это почти два часа. Она не использует фонограмму. Её песни не просты для исполнения. Затем мы отправились на студию в 23:30, где пробыли до 4:00, и она не уехала, пока результат не был совершенен. Я думала: „Вот почему она будет с нами всегда“. Часто ты работаешь с артистом, и он, мол, ладно, закончу в другой раз. Она же отработала двухчасовой концерт, и снова пела, как в последний раз. Не то чтобы ей приходилось — она всё сделала с первого раза. Таких людей мало». «Unfinished Songs» звучит в заключительных титрах фильма «Песня для Марион» (2012). Будучи единственной оригинальной песней в саундтреке, она, тем не менее, не вошла в официальный альбом с музыкой к фильму, опубликованный в феврале 2013 года, что позволило впервые выпустить песню на Loved Me Back to Life. Версия на альбоме Дион отличается от той, что звучит в картине, аранжировкой и бэк-вокалом.
Песня «Break Away» была написана Юханом Франссоном, Тимом Ларссоном, Тобиасом Лундгреном и Одрой Мэй для немецкой певицы Айви Куэйну и вышла на её дебютном альбоме Ivy в 2012 году. Кавер-версию Дион под названием «Breakaway» спродюсировало шведское трио Play Production (Франссон, Ларссон и Лундгрен). Та же команда авторов и продюсеров работала с Дион над «Somebody Loves Somebody».

## Синглы
Сингл «Loved Me Back to Life» был выпущен 3 сентября 2013 года. В США он дебютировал на 26 строчке чарта Adult Contemporary журнала Billboard, став сороковой песней Дион, попавшей в этот чарт. На третьей неделе «Loved Me Back to Life» поднялся до 24 позиции. Сингл так же добрался до 3 места в чарте Hot Dance Club Songs. В Канаде песня дебютировала на 26 строке хит-парада Canadian Hot 100, обеспечив лучший дебют Дион в чарте к настоящему времени, а также наивысшую позицию после её сингла 2007 года «Taking Chances». В британском чарте «Loved Me Back to Life» достиг 14 строки, став самым успешным синглом Дион с тех пор, как «A New Day Has Come» поднялся до 7 позиции в 2002 году.
«Breakaway» был выпущен как промосингл 5 декабря 2013 года в Великобритании и 22 января 2014 года во Франции. Вторым синглом в большинстве европейских стран (кроме Франции и Великобритании), в Австралии и Новой Зеландии стал «Incredible» (дуэт с Ни-Йо), который вышел 14 января 2014 года. Кроме того, 24 февраля 2014 года песня была отправлена на американские радиостанции, что позволило ей попасть на 25 строку чарта Adult Contemporary. В Канадском хит-параде Canadian Hot 100 сингл добрался до 44 позиции. 4 июня 2014 года состоялся релиз музыкального видео на «Incredible». «Water and a Flame» был выпущен как третий, но только как радиосингл на территории Великобритании 24 марта 2014 года.

## Продвижение
Промокампания альбома стартовала на территории США. 28 октября 2013 года Дион исполнила «Somebody Loves Somebody» и «Water and a Flame» в эфире The Today Show и «Loved Me Back to Life» на ток-шоу Late Night with Jimmy Fallon. 30 октября состоялось выступление с «Loved Me Back to Life» на ток-шоу The View. Кроме того, 29 октября Дион дала небольшой концерт на 1 200 зрителей в Edison Ballroom, Нью-Йорк, который был показан на QVC 1 ноября. Наряду со своими крупнейшими хитами Дион спела несколько песен из нового альбома: «Loved Me Back to Life», «Water and a Flame», «At Seventeen». 6 ноября Дион выступила с «Somebody Loves Somebody» на The Dr. Oz Show. В Канаде она исполнила «Loved Me Back to Life» и «Incredible» с Ни-Йо в эфире шоу Le Banquier 3 ноября.
Просмотур Дион продолжился в Европе. 9 ноября она появилась с «Loved Me Back to Life» на телешоу Wetten, dass..? в Германии, а 10 ноября - на британском шоу талантов The X Factor. Также она записала выступление с «Breakaway» для британского танцевального шоу Strictly Come Dancing, которое вышло в эфир 15 декабря. Затем певица отправилась во Францию, где исполнила «Loved Me Back to Life», «At Seventeen» и некоторые свои старые хиты на C’est vote vie 16 ноября. Кроме того, «Loved Me Back to Life» и «Water and a Flame» вошли в программу тура в поддержку альбома Sans attendre, который стартовал в Бельгии 21 ноября. Немногим позже Дион вернулась во Францию, где исполнила «Loved Me Back to Life» на Les chansons d'abord 1 декабря, на Vivement Dimanche 8 декабря, на Les disques d'Or 18 декабря 2013 года и на Ce soir on chante 3 января 2014 года. Вдобавок к этому, на трёх европейских каналах прошла трансляция июльского концерта Дион Céline... une seule fois: 24 декабря на швейцарском RTS Deux, 25 декабря на французском D8 и 31 декабря на бельгийском La Une.
В середине декабря Дион вернулась в США, где совместно с Ни-Йо исполнила «Incredible» в финале шоу The Voice 17 декабря. На следующий день она появилась в ежегодной телепрограмме CBS A Home for Holidays с «Loved Me Back to Life», «Incredible» (с Ни-Йо) и «Didn’t Know Love». 30 декабря Дион вернулась к выступлениям в рамках своей резиденции Celine в Лас-Вегасе. На следующий день специально для канадского канала Global Television Network Дион исполнила «Loved Me Back to Life» в рамках проекта ET Canada New Year’s Eve at Niagara Falls.

## Реакция критики
| Совокупная оценка | Совокупная оценка |
| Источник          | Оценка            |
| ----------------- | ----------------- |
| Metacritic        | 65/100            |
| Оценки критиков   |                   |
| Источник          | Оценка            |
| AllMusic          | [ 38 ]            |
| Contactmusic.com  | [ 39 ]            |
| Daily Express     | [ 40 ]            |
| Daily News        | [ 41 ]            |
| The Gazette       | [ 42 ]            |
| The Guardian      | [ 43 ]            |
| Idolator          | [ 44 ]            |
| The Oakland Press | [ 45 ]            |
| Slant Magazine    | [ 46 ]            |
| USA Today         | [ 6 ]             |

Loved Me Back to Life собрал положительные отзывы музыкальных критиков. На сайте-агрегаторе рецензий Metacritic альбом получил рейтинг 65 из 100, что соответствует статусу «в целом благоприятные отзывы». Стивен Томас Эрлевайн из AllMusic оценил альбом на три с половиной (из пяти) звезды и окрестил его «записью, которая заигрывает с новыми идеями, но так и не доводит начатое до конца». «И всё же это заигрывание не проходит даром: оно делает альбом более живым, менее неуклюжим, менее обязанным следовать ожиданиям, идущим в ногу со временем, что позволяет ему не затеряться в блеске шоу-бизнеса». «Здесь нет ярко выраженного хита, но есть кое-что получше: работа дивы, которая чувствует себя комфортно в собственной шкуре», — подытожил Эрлевайн. В положительной рецензии для «The New York Times» Джон Караманика описал Дион как «айсберг, уничтожающий все Титаники», отметив свойственную певице склонность к чрезмерности, однако, подчеркнул, что на этом альбоме она поёт более ритмично и ясно, чем обычно. «То, что она вообще потрудилась внести новшества в «Loved Me Back to Life», ее первый англоязычный альбом за шесть лет, само по себе достойно. По сравнению с ее обычными моторизованными балладами, этот альбом звучит на удивление бодро. Вы можете уловить слабые очертания современного R&B и даже хип-хопа, благодаря паре работ Трики Стюарта. (В виниловой версии трека «Save Your Soul» есть рэп-интерлюдия Малкольма Дэвида Келли, в прошлом актёра телесериала «Остаться в живых», ныне участника поп-хип-хоп дуэта MKTO.) Кроме того, смутные веяния актуальной данс-поп-музыки можно расслышать в заглавном треке, частично написанном Сией, австралийской певицей и автором песен, чей «Titanium» (созданный совместно с продюсером Дэвидом Геттой) стал одним из самых амбициозных танцевальных хитов прошлого года. Дэйв Димартино из Rolling Stone положительно отозвался об альбоме: «С участием таких выдающихся гостей, как Ne-Yo и Стиви Уандер, а также с впечатляющим списком из 26 задействованных продюсеров и авторов, что, согласитесь, не так уж и плохо, когда вы говорите о 13 песнях, этот новый альбом Селин чертовски хорошая, отточенная вещь, цельная от и до».
Эрик Хендерсон из Slant Magazine дал альбому более смешанную рецензию, несмотря на, казалось бы, высокую оценку в три (из пяти) звезды. «Дион всегда гналась за самыми немодными элементами всего, что бы ни было в моде, и эта присущая ей неуклюжесть — одна из вещей, которая делает ее такой милой. Если Чака Хан была каждой женщиной, то Дион есть и всегда будет каждой неловкой мамой на футбольной трибуне. Только на сей раз она вынула свой компакт-диск с кельтскими поп-мелодиями из стереосистемы внедорожника и вместо этого включила смесь среднетемповых нео-пауэр-баллад от таких исполнителей, как Кеша и Кэти Перри. Как и для матерей, изо всех сил пытающихся вписаться в следующее поколение, главная цель Loved Me Back to Life — прослыть современным».

## Награды
Благодаря Loved Me Back to Life Дион получила 4 номинации канадской премии «Джуно» 2014 года: Артист года, Выбор фанатов, Альбом года и Альбом года в жанре Adult Contemporary. В том же году Дион была номинирована на 6 премий «World Music Awards», в том числе в категориях Лучшая артистка мира, Лучший альбом мира и Лучшая песня мира («Incredible»). В родном Квебеке Дион получила 2 номинации местной премии «Феликс»: Англоязычный альбом года и Артист, достигший наибольшего успеха за пределами Квебека, но проиграла Arcade Fire в обоих категориях.

## Коммерческий успех
В родной певице Канаде альбом стартовал с первой строчки национального чарта с продажами в 106 000 экземпляров. Loved Me Back to Life стал её тринадцатым альбомом номер один и одиннадцатым, дебютировавшим на вершине чарта. Альбом показал лучшие продажи за одну неделю среди всех релизов в Канаде с 2008 года, когда Black Ice группы AC/DC разошёлся тиражом в 119 000 единиц. На второй неделе Loved Me Back to Life сохранил за собой лидирующую позицию с продажами в 31 000. По результатам двух недель продаж альбом занял девятое место в канадском годовом чарте. С тиражом в 231 000 проданных копий Loved Me Back to Life стал вторым самым продаваемым альбомом в Канаде в 2013 году после The Marshall Mathers LP 2 американского рэпера Эминема (242 000). В декабре 2013 года альбом Дион был сертифицирован четырежды платиновым ассоциацией Music Canada с поставками в 320 000 экземпляров.
В Соединённых Штатах было продано 77 000 копий альбома в первую неделю, что позволило ему дебютировать на второй строчке — это лучший результат Дион с тех пор, как её альбом One Heart также поднялся до второй позиции в 2003 году. К июню 2014 года Loved Me Back to Life разошёлся тиражом в 300 000 экземпляров.
Альбом оказался столь же успешным в других странах, заняв первое место в Нидерландах, второе место в Бельгии и Тайване, третье место в Швейцарии, Ирландии и Южной Африке, четвертое место в Австрии, Венгрии и Китае, седьмое место в Норвегии, восьмое место в Чехии и Южной Корее, девятое место в Германии, Австралии и Хорватии и десятое место в Новой Зеландии. Он также вошел в двадцатку лучших в Дании, Италии, Польше, Испании, Португалии, Греции, Швеции, Хорватии и Финляндии. Loved Me Back to Life получил золотой сертификат в Бельгии, Швейцарии, Польше, Венгрии и Южной Африке, а по всему миру было продано 1,5 млн экземпляров.

## Список композиций
| №                   | Название                             | Автор(ы)                                           | Продюсер(ы)                                            | Длительность |
| ------------------- | ------------------------------------ | -------------------------------------------------- | ------------------------------------------------------ | ------------ |
| 1.                  | «Loved Me back to Life»              | Хашам Хуссейн Денариус Мотес Сия Фёрлер            | Sham & Motesart Хуссейн                                | 3:50         |
| 2.                  | «Somebody Loves Somebody»            | Юхан Франссон Тим Ларссон Тобиас Лундгрен Одра Мэй | Play Production                                        | 3:42         |
| 3.                  | «Incredible» (дуэт с Ни-Йо)          | Эндрю Голдштейн Эммануил Кириаку Шейфер Смит       | Кириаку                                                | 3:56         |
| 4.                  | «Water and a Flame»                  | Фрэнсис "Эг" Уайт Дэниел Мерриуизер                | Уайт                                                   | 3:42         |
| 5.                  | «Breakaway»                          | Франссон Ларссон Лундгрен Мэй                      | Play Production                                        | 4:38         |
| 6.                  | «Save Your Soul[a]»                  | Даниэль Мурсия                                     | Кириаку Дэнни Мерсер Голдштейн                         | 3:48         |
| 7.                  | «Didn't Know Love»                   | Уайт Джесси Александр Томми Ли Джеймс              | Уайт                                                   | 3:36         |
| 8.                  | «Thank You»                          | Ш. Смит                                            | Джесси "Corparal" Уилсон Кёртис "Sauce" Уилсон Ш. Смит | 3:59         |
| 9.                  | «Overjoyed» (дуэт со Стиви Уандером) | Стиви Уандер                                       | Трики Стюарт Аарон Пирс Кук Харрелл                    | 4:04         |
| 10.                 | «Thankful»                           | Дана Пэриш Эндрю Холландер                         | Кириаку                                                | 3:56         |
| 11.                 | «At Seventeen»                       | Дженис Иэн                                         | Бэбифейс                                               | 4:29         |
| 12.                 | «Always Be Your Girl»                | Уайт Пэриш Холландер                               | Бэбифейс Уолтер Афанасьефф                             | 4:14         |
| 13.                 | «Unfinished Songs»                   | Дайан Уоррен                                       | Стюарт D'Mile Кайл Таунсенд                            | 3:39         |
| Общая длительность: | Общая длительность:                  | Общая длительность:                                | Общая длительность:                                    | 51:23        |

| №                   | Название                            | Автор(ы)                                   | Продюсер(ы)         | Длительность |
| ------------------- | ----------------------------------- | ------------------------------------------ | ------------------- | ------------ |
| 14.                 | «How Do You Keep the Music Playing» | Алан Бергман Мэрилин Бергман Мишель Легран | Стюарт Пирс Харрел  | 4:22         |
| 15.                 | «Lullabye (Goodnight, My Angel)»    | Билли Джоэл                                | Бэбифейс            | 4:18         |
| Общая длительность: | Общая длительность:                 | Общая длительность:                        | Общая длительность: | 60:02        |

| №                   | Название            | Автор(ы)                 | Продюсер(ы)         | Длительность |
| ------------------- | ------------------- | ------------------------ | ------------------- | ------------ |
| 16.                 | «Open Arms»         | Стив Перри Джонатан Кейн | Фрейзер Т Смит      | 3:08         |
| Общая длительность: | Общая длительность: | Общая длительность:      | Общая длительность: | 63:10        |

| №                   | Название                                      | Автор(ы)                                                    | Продюсер(ы)                                       | Длительность |
| ------------------- | --------------------------------------------- | ----------------------------------------------------------- | ------------------------------------------------- | ------------ |
| 1.                  | «The Power of Love»                           | Гюнтер Менде Кэнди Деруж Дженнифер Раш Мэри Сьюзан Эпплгейт | Дэвид Фостер                                      | 5:43         |
| 2.                  | «It's All Coming Back to Me Now»              | Джим Стейнман                                               | Стейнман Стивен Ринкофф Рой Биттан                | 7:37         |
| 3.                  | «Because You Loved Me»                        | Уоррен                                                      | Фостер                                            | 4:33         |
| 4.                  | «All by Myself»                               | Эрик Кармен Сергей Рахманинов                               | Фостер                                            | 5:11         |
| 5.                  | «Loved Me back to Life» (Dave Audé Radio Mix) | Хуссейн Мотес Фёрлер                                        | Sham & Motesart Хуссейн Дейв Оде Джейсон Робинсон | 4:14         |
| Общая длительность: | Общая длительность:                           | Общая длительность:                                         | Общая длительность:                               | 27:17        |

Примечания
- ↑  Содержит рэп-часть в исполнении Малкольма Дэвида Келли на виниловой версии альбома

## Чарты
| Чарт (2013 — 2014)                      | Позиция |
| --------------------------------------- | ------- |
| Австралия (ARIA)                        | 9       |
| Австрия (Ö3 Austria)                    | 4       |
| Бельгия/Фландрия (Ultratop)             | 2       |
| Бельгия/Валлония (Ultratop)             | 2       |
| Великобритания (UK Albums Chart)        | 3       |
| Венгрия (MAHASZ)                        | 4       |
| Германия (Offizielle Top 100)           | 9       |
| Дания (Hitlisten)                       | 11      |
| Ирландия (IRMA)                         | 3       |
| Испания (PROMUSICAE)                    | 12      |
| Италия (Classifica album)               | 11      |
| Канада (Canadian Albums Chart)          | 1       |
| Квебек (ADISQ)                          | 1       |
| Китай (Sino Chart International)        | 4       |
| Мексика (Top 100 Mexico)                | 59      |
| Нидерланды (Album Top 100)              | 1       |
| Новая Зеландия (RMNZ)                   | 10      |
| Норвегия (VG-lista)                     | 7       |
| Польша (ZPAV)                           | 11      |
| Португалия (AFP)                        | 12      |
| Республика Корея (Circle)               | 24      |
| Республика Корея (Gaon)                 | 8       |
| США (Billboard 200)                     | 2       |
| Финляндия (Suomen virallinen lista)     | 16      |
| Франция (SNEP)                          | 3       |
| Хорватия (IFPI)                         | 9       |
| Чехия (ČNS IFPI)                        | 8       |
| Швейцария (Schweizer Hitparade)         | 3       |
| Швейцария (Schweizer Hitparade Romandy) | 2       |
| Швеция (Sverigetopplistan)              | 13      |
| Южно-Африканская Республика (RISA)      | 3       |
| Япония (Oricon)                         | 34      |
| Япония (Oricon International)           | 6       |
| Япония (Billboard Japan)                | 32      |

| Чарт (2013)                     | Позиция |
| ------------------------------- | ------- |
| Бельгия/Валлония (Ultratop)     | 19      |
| Бельгия/Фландрия (Ultratop)     | 42      |
| Великобритания (OCC)            | 23      |
| Венгрия (MAHASZ)                | 45      |
| Дания (Hitlisten)               | 45      |
| Канада (Billboard)              | 9       |
| Канада (SoundScan)              | 2       |
| Нидерланды (Album Top 100)      | 60      |
| Франция (SNEP)                  | 16      |
| Швейцария (Schweizer Hitparade) | 58      |

| Чарт (2014)                     | Позиция |
| ------------------------------- | ------- |
| Бельгия/Валлония (Ultratop)     | 51      |
| Бельгия/Фландрия (Ultratop)     | 116     |
| Канада (Billboard)              | 8       |
| Франция (SNEP)                  | 144     |
| Швейцария (Schweizer Hitparade) | 99      |
| США (Billboard 200)             | 129     |

| Чарт               | Позиция |
| ------------------ | ------- |
| Канада (SoundScan) | 71      |

## Сертификации и продажи
| Регион | Сертификация  | Продажи   |
| --- | ------------- | --------- |
| Бельгия (BEA) | Золотой       | 15 000*   |
| Канада (Music Canada) | 4× Платиновый | 320 000^  |
| Франция (SNEP) | 2× Платиновый | 200 000*  |
| Венгрия (Mahasz) | Золотой       | 1000^     |
| Польша (ZPAV) | Золотой       | 10 000*   |
| ЮАР (RISA) | Золотой       | 20 000*   |
| Швейцария (IFPI Switzerland)                                                                                             | Золотой       | 10 000^   |
| Великобритания (BPI) | Платиновый    | 350,000   |
| США | —             | 300,000   |
| Итого |               |           |
| Мир | —             | 1,500,000 |
| * Данные о продажах приведены только на основе сертификации. ^ Данные о тиражах приведены только на основе сертификации. |               |           |

## История релиза
| Страна                                    | Дата           | Лейбл    | Формат          | Каталог                                                              |
| ----------------------------------------- | -------------- | -------- | --------------- | -------------------------------------------------------------------- |
| Австралия, Германия, Нидерланды, Норвегия | 1 ноября 2013  | Columbia | CD, digital, LP | 88697137152 (Standard CD), 88883788312 (Deluxe CD), 88697137151 (LP) |
| Бельгия                                   | 2 ноября 2013  | Columbia | CD, digital, LP | 88697137152 (Standard CD), 88883788312 (Deluxe CD), 88697137151 (LP) |
| Франция, Польша, Южная Африка             | 4 ноября 2013  | Columbia | CD, digital, LP | 88697137152 (Standard CD), 88883788312 (Deluxe CD), 88697137151 (LP) |
| Канада, Италия, Мексика, США              | 5 ноября 2013  | Columbia | CD, digital, LP | 88697137152 (Standard CD), 88883788312 (Deluxe CD), 88697137151 (LP) |
| Австралия                                 | 8 ноября 2013  | Columbia | CD, digital, LP | 88697137152 (Standard CD), 88883788312 (Deluxe CD), 88697137151 (LP) |
| Великобритания                            | 11 ноября 2013 | Columbia | CD, digital, LP | 88697137152 (Standard CD), 88883788312 (Deluxe CD), 88697137151 (LP) |
| Япония                                    | 4 декабря 2013 | SMEJ     | CD, digital, LP | SICP-3912                                                            |